# گزنده‌دار
گزنده‌دار (نام علمی: Dendrocnide) نام یک سرده از تیره گزنه‌ایان است.